# Rhopilema esculentum
Rhopilema esculentum (fälschlich auch Rhopilema esculenta) ist eine essbare Quallenart (Meduse) aus der Ordnung der Wurzelmundquallen (Scyphozoa). Sie wird an der Ostküste Chinas in großen Wassertanks gezüchtet und als junge Ephyra-Medusen in großen Stückzahlen zur Auffrischung der natürlichen Bestände in den natürlichen Lebensraum entlassen.

## Beschreibung
Die Medusen erreichen einen Schirmdurchmesser von 25 bis 45 cm (seltener auch über 50 cm) und eine Schirmhöhe von 33 cm. Die Gallerte des Schirms wird in der Mitte bis zu 5 cm dick. Die Exumbrella ist glatt. Jeder Oktant weist 14 bis 20 ovale Velumlappen auf. Die Mundarme weisen statt der keulenförmigen Enden zahlreiche fadenförmige Anhänge auf. Die Art erreicht ein Gewicht von 30 bis 50 kg.
Das Cnidom weist vier verschiedene Typen von Nesselzellen auf: a-Isorhizen, o-Anisorhizen, e-Anisorhizen und Eurytelen auf, wobei die e-Anisorhizen nur bei Exemplaren von 15 bis 30 mm Schirmdurchmesser vorkommen.

## Lebensweise
Die Medusen sind getrenntgeschlechtlich. Die Geschlechtsprodukte werden in das offene Wasser abgegeben, wo die Befruchtung stattfindet. Die ersten Planula-Larven erscheinen etwa sieben Stunden nach der Befruchtung. Nach drei bis vier Tagen metamorphosieren die meisten Planulae in Scyphostomae („Scyphopolypen“) mit zunächst vier Tentakeln. Die Anzahl der Tentakeln steigt auf 16 innerhalb von 15 bis 20 Tagen. Während dieser Zeit werden kontinuierlich auch Podozysten gebildet. Die Strobilation und Bildung von Ephyra-Larven findet bei 18 bis 20 °C etwa nach zwei Monaten statt. Dabei werden circa sechs bis zehn Ephyrae gebildet. Die Ephyrae wachsen unter Laborbedingungen innerhalb von 30 Tagen zu einem Durchmesser von 50 mm heran. Die Adultgröße wird nach etwa zwei bis drei Monaten erreicht. Optimales Wachstum von Planulae, Scyphostomae und Ephyrae erfolgt unter brackischen Bedingungen (14 bis 22 ‰). Frühe Stadien der Scyphostomae ernähren sich von planktonischen Larven, spätere Scyphostomae und Ephyrae von kleinen planktonischen Krebstieren, Nauplius-Larven und anderem Zooplankton.

## Geographisches Vorkommen und Lebensraum
Rhopilema esculentum kommt im Japanischen Meer, dem Gelben Meer (und seinen Nebenbuchten) und im Südchinesischen Meer vor. Die Entwicklung scheint in der Nähe der Küste unter brackischen Verhältnissen und im flachen Wasser stattzufinden.

## Giftwirkung
Der Stich der Nesselzellen von Rhopilema esculentum ist sehr schmerzhaft; vor allem Schwimmer und Fischer sind davon betroffen. Das Syndrom ruft oft Fieber, Erschöpfung, Muskelschmerzen, Atemschwierigkeiten oder einen Abfall des Blutdrucks hervor, und kann sogar zum Tod führen.

## Zucht und kommerzielle Bedeutung

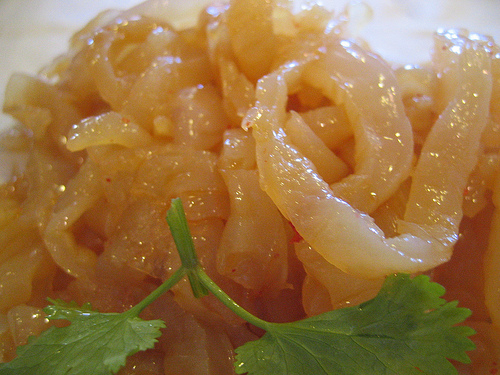
Kantonesischer Quallensalat

2005 wurden in China bis zu 500 Millionen Ephyrae in großen Wassertanks gezüchtet und in das offene Wasser entlassen, um die natürlichen Beständen aufzufrischen und zu ergänzen. In der Liaoning-Bucht, einer Nebenbucht des Gelben Meeres, wurden 2005 etwa 50 Millionen Rhopilema esculenta-Quallen mit einem Gesamtgewicht von etwa 100.000 Tonnen gefischt.